# Thomas Leridez
 (novembre 2008).
Si vous disposez d'ouvrages ou d'articles de référence ou si vous connaissez des sites web de qualité traitant du thème abordé ici, merci de compléter l'article en donnant les références utiles à sa vérifiabilité et en les liant à la section « Notes et références ».
Thomas Leridez est un animateur de radio et de télévision français né le 26 décembre 1976.

Côté radio, dès 2000, il fait ses armes à Radio France (France Inter, France Bleu, Le Mouv'). Il y anime tour à tour matinales, magazines, interviews, reportages ... 
. En 2007, il rejoint l'équipe de la RTBF (VivaCité).
Il y anime le Tip Top (classement musical) chaque samedi matin entre 10h30 et 13h, et Ces années-là chaque dimanche matin entre 10h30 et 13h.
Il est également le joker de Sylvie Honoré dans La Vie du bon côté, du lundi au vendredi entre 13h00 et 15h00. 
Il est également joker des matinales sur VivaCité. 
Depuis Septembre 2021, Thomas anime "Yes Week-end" les samedi et dimanche, de 15h à 18h, toujours sur VivaCité, une émission feel-good autour d'interviews d'artistes, rencontres, actus et bons plans.

Côté télévision, dès 2003, il présente les bulletins météo à France 3 Hauts-de-France. 
En parallèle, dès 2006, il devient l'un des chroniqueurs de l'émission C'est mieux le matin (avec 2 rubriques quotidiennes : Agenda des sorties, et Généalogie).
Depuis la rentrée 2011, il est chroniqueur successivement dans Nord Pas de Calais Matin, Le 13h, 09h50 le matin...